# Municipio de Liberty (condado de Ross)
El municipio de Liberty (en inglés, Liberty Township) es un municipio del condado de Ross, Ohio, Estados Unidos. Tiene una población estimada, a mediados de 2021, de 2591 habitantes.

## Geografía
Está ubicado en las coordenadas 39°16′24″N 82°50′51″O / 39.27333, -82.84750 (39.273232, -82.847452). Según la Oficina del Censo de los Estados Unidos, tiene una superficie total de 89.5 km², de la cual 88.9 km² corresponden a tierra firme y 0.6 km² son agua.

## Demografía
Según el censo de 2020, en ese momento había 2623 personas residiendo en la zona. La densidad de población era de 29.5 hab./km². El 92.5 % de los habitantes eran blancos, el 0.8 % eran afroamericanos, el 0.2 % eran amerindios, el 0.3 % eran asiáticos, el 0.1 % eran isleños del Pacífico, el 0.1 % eran de otras razas y el 5.9 % eran de una mezcla de razas. Del total de la población, el 0.8 % eran hispanos o latinos de cualquier raza.